# Idrottsplatsen

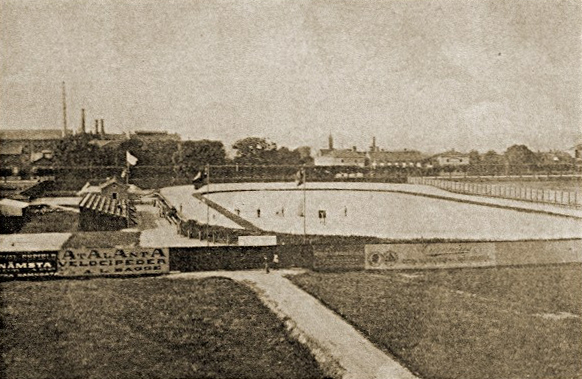
Idrottsplatsen in Göteborg, vor 1900

Der Idrottsplatsen (wörtlich: Der Sportplatz) war ein Sportstadion in Göteborg, dem als Austragungsort des ersten Länderspiels der schwedischen Fußballnationalmannschaft sporthistorische Bedeutung zukommt. An seiner Stelle wurde 1916 das Gamla Ullevi errichtet, das seinerseits später einem gleichnamigen Neubau weichen musste.

## Geschichte und Hintergrund
Der Idrottsplatsen wurde vom lokalen Radsportverband Göteborgs Velocipedklubb als Velodrom mit Betonoval gebaut, verfügte aber bei seiner Einweihung 1896 neben einer 600 Zuschauern Platz bietenden Tribüne auch über Laufbahnen und einen Sandplatz für Fußballspiele. 1897 fand hier das Endspiel um die Svenska Mästerskapet statt, in dem zwei Mannschaften des Lokalmatadoren und seinerzeit führenden – die ersten vier schwedischen Meistertitel ab 1896 gewann der Klub – Örgryte IS sich gegenüberstanden. 1899 fand hier erneut das Endspiel statt, Örgryte IS verteidigte mit einem 4:0-Erfolg im Lokalderby gegen Göteborgs FF den Titel. 1901 fiel das Endspiel wegen Dunkelheit aus – der Titel ging kampflos an AIK – und beim Endspiel 1903 kam es erneut zu einem Göteborger Stadtderby, bei dem der Göteborgs IF, als Nachfolgeverein des Göteborgs Velocipedklubb mittlerweile Besitzer des Stadions, Göteborgs FF schlug.
Nachdem Radsportwettkämpfe in ihrer Popularität und dem öffentlichen Interesse hinter den Fußball gerückt waren, fusionierte der Göteborgs Velocipedklubb 1900 mit zwei anderen Vereinen zum Göteborgs IF und suchte später eine weitere Fußballmannschaft für die dauerhafte Nutzung des Stadions. Ab 1905 trug der im Vorjahr gegründete IFK Göteborg seine Heimspiele in der Spielstätte aus. Nach einer Auseinandersetzung über die Pacht verließ der Klub jedoch 1909 den Platz und spielte in Balders Hage. Den dortigen Fußballplatz hatte vorher Örgryte IS genutzt, der Klub war jedoch mittlerweile auf den 1908 erbauten Walhalla IP umgezogen. 1910 kehrte IFK Göteborg nach Beilegung der Streitigkeiten auf den Idrottsplatsen zurück. Zwar hatte sich der IFK Göteborg als eine der führenden Mannschaften etabliert, der Lokalrivale hatte jedoch mit dem modernen Walhalla IP eine attraktivere Spielstätte und daher einen ökonomischen Vorteil. Daher entschieden sich Göteborgs IF und IFK Göteborg zum Neubau eines Stadions, am 17. September 1916 wurde das Gamla Ullevi eingeweiht.
Am 12. Juli 1908 trat die schwedische Nationalelf auf dem Sportplatz vor 3000 Zuschauern gegen Norwegen zu ihrem ersten Länderspiel an, das mit 11:3 gewonnen wurde. Der Sandplatz war nach Regenfällen von Pfützen übersät, und es wehte ein starker Südwind. Teilweise findet sich fälschlicherweise Balders Hage als Austragungsort in der Literatur. Die torreichste Partie der schwedischen Länderspielgeschichte blieb auch das einzige Auswahlspiel im Stadion; das nächste Länderspiel wurde im Walhalla IP ausgetragen. Später waren Gamla Ullevi und in den 1920er Jahren Slottsskogsvallen noch Austragungsorte in Göteborg, ehe sich mit dem Bau des Stockholmer Råsundastadions durch den Svenska Fotbollförbundet dieses als Nationalstadion etablierte.